# Pedralbes

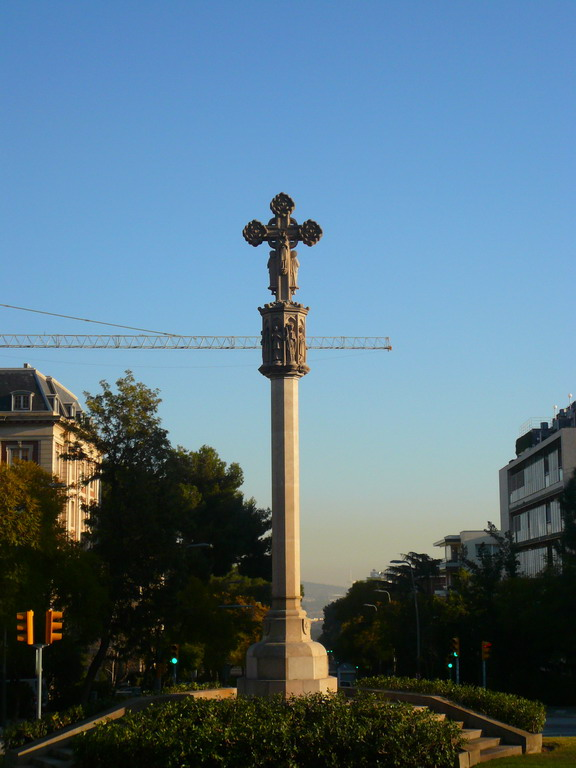
La Cruz de Pedralbes, en el cruce entre la avenida de Pedralbes y la avenida de Esplugas.

Pedralbes es un barrio de la ciudad de Barcelona, en Cataluña; forma parte del distrito de Les Corts. Su población es de alto poder adquisitivo, sobre todo en la avenida Pearson. En este barrio se encuentra la mansión del Consulado de los Estados Unidos de América y residencias de multimillonarios. En las décadas de 1940 y 1950, el circuito de Pedralbes se usó en carreras de automovilismo y motociclismo.

## Monasterio de Pedralbes
El barrio debe su nombre al monasterio de clarisas fundado en 1326 por la reina Elisenda de Moncada. En 1367 fue encomendado al Consejo de Ciento. 
Situado al oeste de la ciudad de Barcelona, en una zona que perteneció al antiguo municipio de Sarriá y es hoy el barrio homónimo, comprende un claustro de dos pisos (ss. XIV-XV) y una iglesia (siglo XIV) de una sola nave con capillas entre los contrafuertes, atribuida a Berenguer de Montagut; constituye un fiel exponente del gótico catalán. Contiene obras de arte tan importantes como la decoración pictórica de la capilla de San Miguel, obra de Ferrer Bassa (1346), y el doble sepulcro de la fundadora. 
Algunos espacios del convento fueron reformados en 1992-93 para albergar un depósito de pintura antigua del Museo Thyssen-Bornemisza de Madrid. La decreciente afluencia de público y la culminación de la reforma del MNAC de Barcelona llevaron a un replanteamiento de dicho acuerdo, de tal modo que tales pinturas se trasladaron al citado museo nacional.

## Educación
El campus principal del Liceo Francés de Barcelona está en Pedralbes. Además también se encuentran los campus principales de varias escuelas de negocios como ESADE Business School e IESE Business School.

## Personas destacadas
- Carles Rexach (1947), futbolista y entrenador del FC Barcelona
- José María Bultó, presidente de Cros s.a.